# Unitariani universalisti

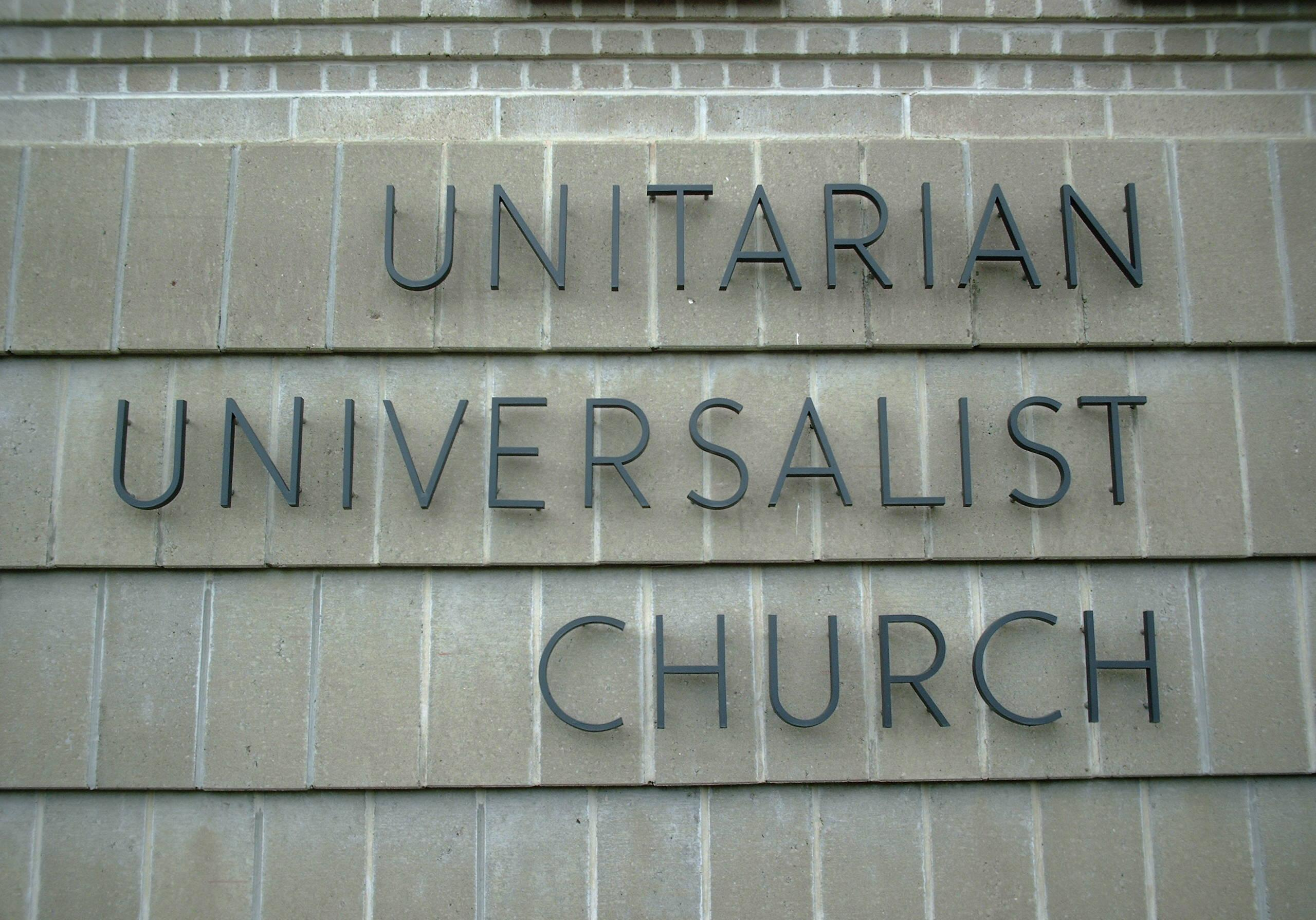
Insegna della Chiesa Unitariana Universalista a Rochester (Minnesota).

Gli unitariani universalisti (UU) sono un'organizzazione religiosa nata negli Stati Uniti nel 1961 dall'unione di due differenti tradizioni di radici cristiane protestanti, l'unitarianesimo e l'universalismo. Oggi sono una libera associazione interreligiosa caratterizzata dal suo sostegno alla "libera e responsabile ricerca della verità e del significato". Gli UU non condividono un credo, sono uniti dalla comune ricerca per la crescita spirituale e mirano a creare una fede universale che inglobi i valori umanisti insiti nella totalità delle tradizioni religiose con un rapporto individuale con il trascendente.
Entrambe le dottrine nascono dalla reinterpretazione di tradizioni giudicate eretiche dal filone maggioritario del cristianesimo: gli unitariani caratterizzati dal rifiuto della Trinità e gli universalisti dalla credenza nella salvezza di tutte le anime. Trattandosi di tradizioni accusate sovente di ateismo, in quanto eresie di grande portata riformatrice, entrambe hanno sempre avuto al loro interno membri inclini a una visione più razionale della fede. La prima rottura con la visione fedelmente cristiana si ebbe nel 1867, quando un gruppo di fedeli di credo più razionalista si distaccarono e fondarono la Free Religious Association, primo passo verso la teologia liberale che caratterizza l'attuale associazione.
Quando nel 1961 anche all'interno delle due chiese madri la corrente razionalista prese il sopravvento, le chiese unirono le congregazioni in un'unica organizzazione rinunciando alla predominanza cristiana e aprendosi a una visione olistica della fede, contraria ad ogni imposizione dogmatica e gerarchia ecclesiastica e mirata alla formazione di una teologia personale. L'associazione universalista unitariana (UUA) si è inoltre frequentemente schierata a difesa di battaglie ambientaliste e diritti civili.
Gli unitariani ritennero che il loro sviluppo spirituale dipendesse da loro stessi e non da una qualche autorità esterna. Questo attirò numerosi intellettuali, ma d'altra parte, non promettendo la guarigione immediata come facevano i movimenti di Risveglio, gli unitariani non ricevettero l'appoggio dei ceti popolari.
A partire dalla filosofia trascendentalista di Ralph Waldo Emerson, che invita ad una visione d'insieme della Natura e della Vita, l'unitarianesimo americano tenderà verso una metareligione, uscendo così dal grembo cristiano per abbracciare le saggezze religiose e spirituali del mondo intero, una sorta di unità che riunisca la diversità delle culture religiose e spirituali esprimendone la realtà fondamentale. Ecco a cosa mira precisamente l'unitarianesimo universalista nato dalla fusione, nel 1961, delle congregazioni unitariane e della Chiesa universalista d'America.